# Elezioni parlamentari in Belize del 2003
Le elezioni parlamentari in Belize del 2003 si tennero il 5 marzo per il rinnovo della Camera dei rappresentanti.

## Risultati
| Liste                     | Voti   | %     | Seggi |
| ------------------------- | ------ | ----- | ----- |
| Partito Unito del Popolo  | 52 934 | 53,16 | 22    |
| Partito Democratico Unito | 45 376 | 45,57 | 7     |
| Indipendenti              | 1 260  | 1,27  | –     |
| Totale                    | 99 570 | 100   | 29    |